# デーネシュ・ジグモンディ
デーネシュ・ジグモンディ（ハンガリー語: Dénes Zsigmondy, 1922年4月9日 - 2014年2月15日）は、ハンガリー出身のヴァイオリン奏者。

## 経歴
1922年、ブダペストにデネーシュ・フーゴ・リーデルマン(Dénes Hugo Liedermann)として生まれる。4歳のころからヴァイオリンを始め、リスト音楽院でゲーザ・デ・クレシュ、レオ・ヴェイネル、イムレ・ヴァルトバウアーの各氏の薫陶を受ける。1944年に演奏活動を始めるに際して、ハンガリー人としての出自を明らかにするためにジグモンディ(Zsigmondy)姓に変更。
1947年にピアニストのアンネリーゼ・ニッセンと結婚。1972年からワシントン大学とボストン大学の客員教授を務めた。1978年にはヴィルヘルム・ケンプと妻のニッセンとでホルツバウアー音楽祭を設立した。
ゼースハウプトにて没。